# Латехар
Латехар (англ. Latehar, хинди लातेहार) — город и муниципалитет на северо-западе индийского штата Джаркханд. Административный центр округа Латехар.

## География
Расположен примерно в 105 км к северо-западу от столицы штата, города Ранчи, на высоте 386 м над уровнем моря.

## Население
Население города по данным переписи 2001 года насчитывало 19 067 человек. Уровень грамотности населения составлял 61 %, что немногим выше, чем средний по стране показатель 59,5 %. Уровень грамотности для мужчин был 70 %, для женщин — 51 %. 15 % населения составляли дети младше 6 лет.

## Экономика
Экономика города и прилегающих к нему территорий основана на сельском и лесном хозяйстве, а также на добывающей промышленности.